# Поройно (област Търговище)
 За другото българско село вижте Поройно (Област Силистра).  
Поройно е село в Североизточна България. То се намира в община Антоново, област Търговище.

## Личности
Родени в Поройно
- Йордан Спасов (1910 – 1984), български актьор.

1. ↑  www.grao.bg